# William Greener

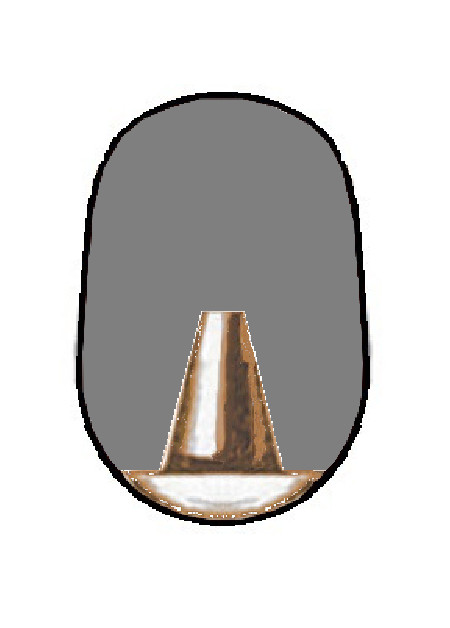
Visao em corte da "bala alongada expansiva" criada por William Greener em 1836.

William Greener (1806, Newcastle upon Tyne, Inglaterra — 1869 (63 anos)), foi um famoso armeiro e inventor inglês.

## Biografia
William Greener desenvolveu uma bala auto-expansível em 1836, uma lâmpada elétrica em 1846 (especificação de patente 11076 daquele ano) cerca de 33 anos antes da patente de Thomas Edison em 1879. William Greener também inventou um sistema de percussão para disparar canhões, fez melhorias na lâmpada de segurança dos mineiros e ganhou um prêmio por projetar um dispositivo mecânico pelo qual quatro portões em passagens de nível de ferrovia/rodovia poderiam ser abertos ou fechados simultaneamente. Ele também inventou um bote salva-vidas autorretratável, que foi exibido com uma arma de foguete e várias de suas famosas espingardas e rifles de percussão na Grande Exposição de 1851, onde foi premiado com uma medalha de ouro.
A bala Greener tinha um formato cônico/arredondado e uma base oca onde era inserido um tampão que forçava a base da bala a se expandir e agarrar as raias do raiamento. As características da bala permitiam que a bala se encaixasse facilmente no cano do rifle facilitando o carregamento, mas depois se expandisse ao disparar de forma que o mínimo possível da explosão vazasse pelo cano. Assim, a velocidade da bala não era amortecida. Os testes provaram que a bala de Greener era extremamente eficaz, mas foi rejeitada porque, sendo duas partes, foi considerada muito complicada de produzir. A Minié ball, desenvolvida em 1847 por Claude-Étienne Minié, foi baseada nas ideias de Greener.
Greener nasceu em Felling um subúrbio do bairro de Northumberland, em Newcastle upon Tyne Inglaterra. Ele morreu em 1869. Seu filho, William Wellington Greener (1834-1921) treinou com seu pai, mas depois saiu para abrir uma empresa independente, que assumiu a maior parte dos negócios de Greener após sua morte.